# Marnix Kolder
Marnix Kolder (ur. 31 stycznia 1981 w Winschoten) – holenderski piłkarz występujący na pozycji napastnika.

## Kariera klubowa
Marnix Kolder swoją seniorską karierę rozpoczął w 2005 roku w klubie SC Veendam, w którym grał przez dwa sezony. Następnie przez dwa kolejne sezony grał dla FC Groningen. W sezonie 2008/2009 występował w VVV Venlo. W 2009 roku przeszedł do swojego pierwszego klubu – SC Veendam. 1 sierpnia 2011 rozpoczął grę w Go Ahead Eagles.
W Eredivisie rozegrał 72 spotkania i zdobył 10 bramek.